# Mingrelische Sprache

Verbreitung der mingrelischen Sprache (in ocker unterlegt)

Die mingrelische oder me(n)grelische Sprache (Eigenbezeichnung: მარგალური ნინა margaluri nina) wird im Westen Georgiens von ca. 500.000 Menschen gesprochen und ist damit die zweitgrößte der südkaukasischen Sprachen. Sie bildet zusammen mit dem eng verwandten Lasischen die sanische Gruppe dieser Sprachfamilie.
Mingrelisch war bis in die jüngste Vergangenheit keine Schriftsprache und ist bis heute in Georgien keine amtlich oder schulisch verwendete Sprache; als Schriftsprache der Mingrelier fungierte seit dem Mittelalter die dem Mingrelischen verwandte georgische Sprache. In jüngster Zeit wird Mingrelisch im nichtamtlichen Rahmen, z. B. in öffentlichen Foren unter Hinzuziehung der georgischen, selten der lateinischen Buchstaben ohne vereinheitlichte Orthographie geschrieben. In Abchasien erscheint mit der Zeitschrift Gali eine mingrelische Zeitung.
Weitere Bezeichnungen für die Sprache sind: georgisch მეგრული ენა megruli ena und abchasisch агыршәа agərš°a (nach dem mittelalterlichen Staat Egrisi), alternative veraltete Bezeichnungen sind (übersetzt): iverische Sprache, Sprache von Odischi oder Sprache von Egrisi.

## Dialekte

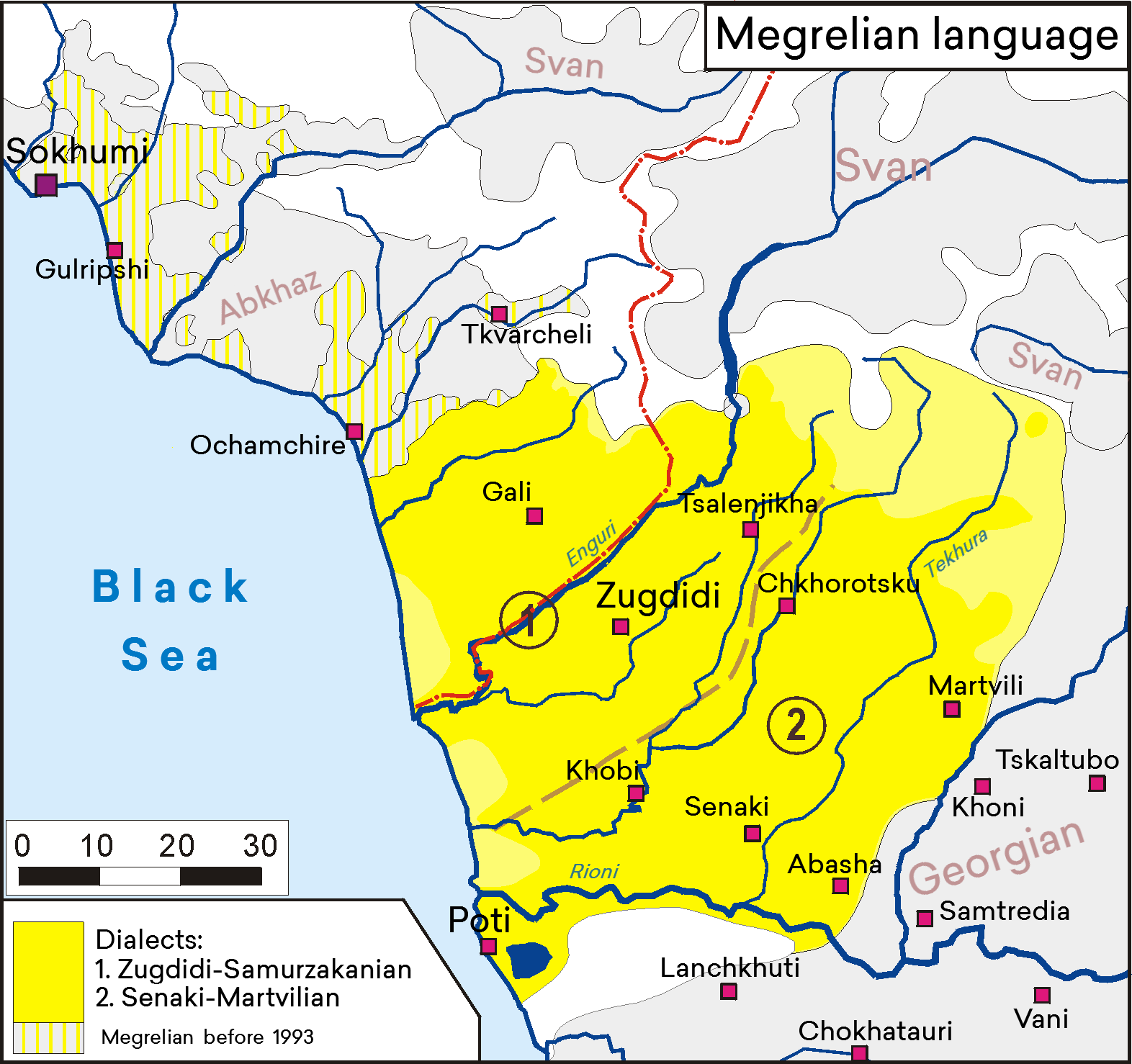
Verbreitung der mingrelischen Sprache in der Region Mingrelien und in Abchasien mit ihren Dialekten: 1: Westmingrelisch (=Zugdidi-Samurzaqan-Dialekt), 2: Ostmingrelisch (=Senaki-Dialekt), schraffiert: Mingrelisch vor den Vertreibungen im Krieg in Abchasien 1992–1993

Das Mingrelische teilt sich in zwei Hauptdialekte auf:
- Samurzaqan (im Osten Abchasiens), Zugdidi im Nordwesten (zugidiši-murzaqaniši) und
- Senaki im Südosten (senaḳiši)

## Phonologie
Außer den Lauten der georgischen Sprache kennt das Mingrelische noch die Laute /⁠ʔ⁠/ (Sonderbuchstabe ჸ), /⁠j⁠/ (Sonderbuchstabe: ჲ) sowie im Dialekt von Samurzaqan-Zugdidi den Vokal /⁠ə⁠/ (Sonderbuchstabe: ჷ), der hier meistens das i oder u ersetzt.

## Mingrelisches Alphabet
| Mingrelisches Mchedruli | Mingrelisches Lateinisch | IPA Transkription |
| ----------------------- | ------------------------ | ----------------- |
| ა                       | a                        | [ɑ]               |
| ბ                       | b                        | [b]               |
| გ                       | g                        | [ɡ]               |
| დ                       | d                        | [d]               |
| ე                       | e                        | [ɛ]               |
| ვ                       | v                        | [v]               |
| ზ                       | z                        | [z]               |
| თ                       | t                        | [tʰ]              |
| ი                       | i                        | [⁠ɪ]               |
| კ                       | ǩ                        | [kʼ]              |
| ლ                       | l                        | [l]               |
| მ                       | m                        | [m]               |
| ნ                       | n                        | [n]               |
| ჲ                       | y                        | [j]               |
| ო                       | o                        | [ɔ]               |
| პ                       | p̌                        | [pʼ]              |
| ჟ                       | zh                       | [ʒ]               |
| რ                       | r                        | [r]               |
| ს                       | s                        | [s]               |
| ტ                       | ṫ                        | [tʼ]              |
| უ                       | u                        | [u]               |
| ჷ                       | ƨ                        | [ə]               |
| ფ                       | p                        | [pʰ]              |
| ქ                       | k                        | [kʰ]              |
| ღ                       | ǧ                        | [ɣ]               |
| ყ                       | q̌                        | [qʼ]              |
| ჸ                       | ɔ                        | [ʔ]               |
| შ                       | ş / sh                   | [ʃ]               |
| ჩ                       | ç / ch                   | [t͡ʃʰ]             |
| ც                       | ʒ / ts                   | [t͡sʰ]             |
| ძ                       | dz                       | [d͡z]              |
| წ                       | ǯ / tz                   | [t͡sʼ]             |
| ჭ                       | ç̌                        | [t͡ʃʼ]             |
| ხ                       | x                        | [x]               |
| ჯ                       | dj                       | [d͡ʒ]              |
| ჰ                       | h                        | [h]               |